# Eriocaulon aquaticum
Espèce
Eriocaulon aquaticum, l’Ériocaulon aquatique, Ériocaulon à sept angles ou Ériocaulon septangulaire, est une espèce de plante à fleurs des milieux aquatiques de l'Amérique du Nord et des îles Britanniques.

## Nom
Le nom scientifique de l'Eriocaulon septangulaire est Eriocaulon septangulare (parfois jugé invalide) ou Eriocaulon aquaticum. D'autres noms employés pour cette plante sont Eriocaulon pellucidum (en considérant la plante nord-américaine comme distincte de l'européenne), Cespa aquatica, Eriocaulon articulatum, Eriocaulon pumilum, Nasmythia articulata et Nasmythia septangularis.
On le connaît également en français sous le nom Eriocaulon aquatique. En anglais, on le retrouve sous le nom Pipewort ou Duckgrass et Pìoban Uisge en gaélique.

## Caractéristiques
L'Eriocaulon septangulaire est une plante pionnière qui développe sa base en gazons sur les fonds sablonneux et peu profonds de lacs ou d'eaux calmes, permettant éventuellement la présence de nouvelles plantes à la suite de son implantation,.
Elle fleurit de juillet à octobre de petites fleurs blanches en un amas sphérique au sommet de sa tige, juste au-dessus de la surface de l'eau. La plante atteint 10 à 25 centimètres de haut.

## Distribution
Sa distribution va du sud-est du Canada (Ontario, Québec jusqu'au Labrador, Nouvelle-Écosse, Nouveau-Brunswick, Terre-Neuve-et-Labrador) au Sud des États-Unis d'Amérique (Texas à l'ouest et Floride à l'est),. On la rencontre en Europe sur les îles Britanniques.

## Taxonomie
Le nom scientifique complet (avec auteur) de ce taxon est Eriocaulon aquaticum (Hill) Druce.
L'espèce a été initialement classée dans le genre Cespa sous le basionyme Cespa aquatica Hill.
Ce taxon porte en français les noms vernaculaires ou normalisés suivants : ériocaulon aquatique, ériocaulon septangulaire, ériocaulon à sept angles,.
Eriocaulon aquaticum a pour synonymes :
- Cespa aquatica Hill
- Eriocaulon articulatum (Huds.) Morong
- Eriocaulon brevifolium Raf.
- Eriocaulon pellucidum Michx.
- Eriocaulon pellucidum f. clausenii Moldenke
- Eriocaulon pellucidum f. pumilum (Raf.) Moldenke
- Eriocaulon pumilum Raf.
- Eriocaulon septangulare With.
- Nasmythia articulata Huds.
- Nasmythia septangularis (With.) Mart.